# Château de Casenovole
Le château de Casenovole (en italien : Castello di Casenovole) est un édifice fortifié situé à Pari, une frazione de la commune de Civitella Paganico (province de Grosseto), en Toscane,.

## Histoire
Le château a été construit au Moyen Âge près d'une église paroissiale et est resté sous le contrôle des Ardengheschi (it) jusqu'au XIIIe siècle, pour passer aux Buonsignori au siècle suivant après une série de luttes entre plusieurs familles pour le contrôle de toute la région.
Même après être devenu une partie de la république de Sienne, le château a continué à rester une propriété privée, subissant de nombreuses rénovations au cours des siècles qui ont modifié la structure d'origine, tout en conservant des éléments datant de la construction d'origine en divers points.

## Description
Le château de Casenovole, situé en position dominante au sommet d'une butte, ressemble à une imposante structure fortifiée, composée de deux bâtiments de hauteurs différentes, adossés l'un à l'autre.
Le corps principal du bâtiment, plus bas et de plan rectangulaire, abritait autrefois le manoir des Ardengheschi ; d'un côté, il s'adosse à la tour de guet à section quadrangulaire.
Près du château se dresse l'église de San Giovanni Battista, des origines du XIVe siècle, initialement construite comme une chapelle noble et élevée au rang d'église paroissiale à l'époque de la Renaissance.

## Galerie

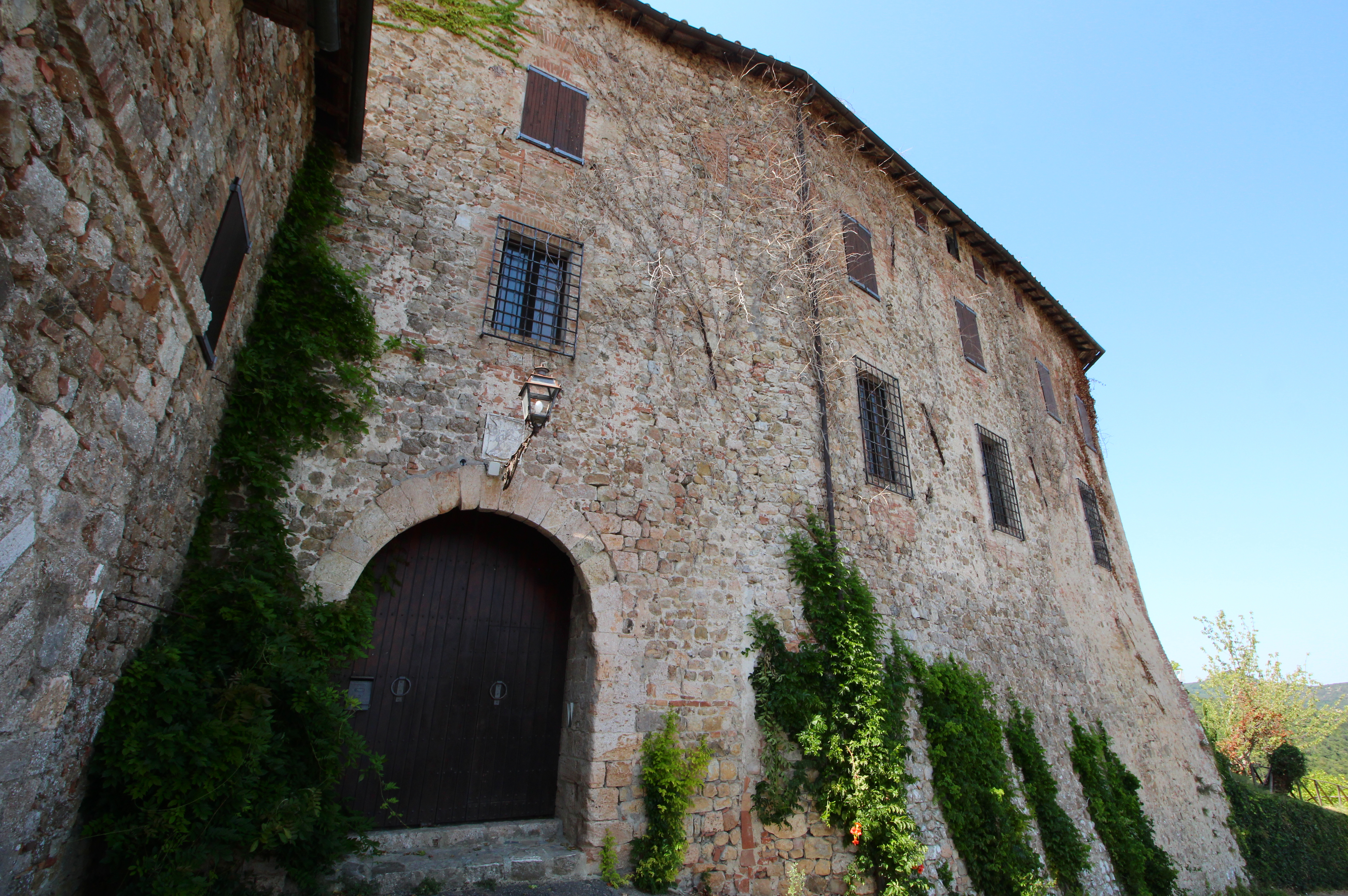
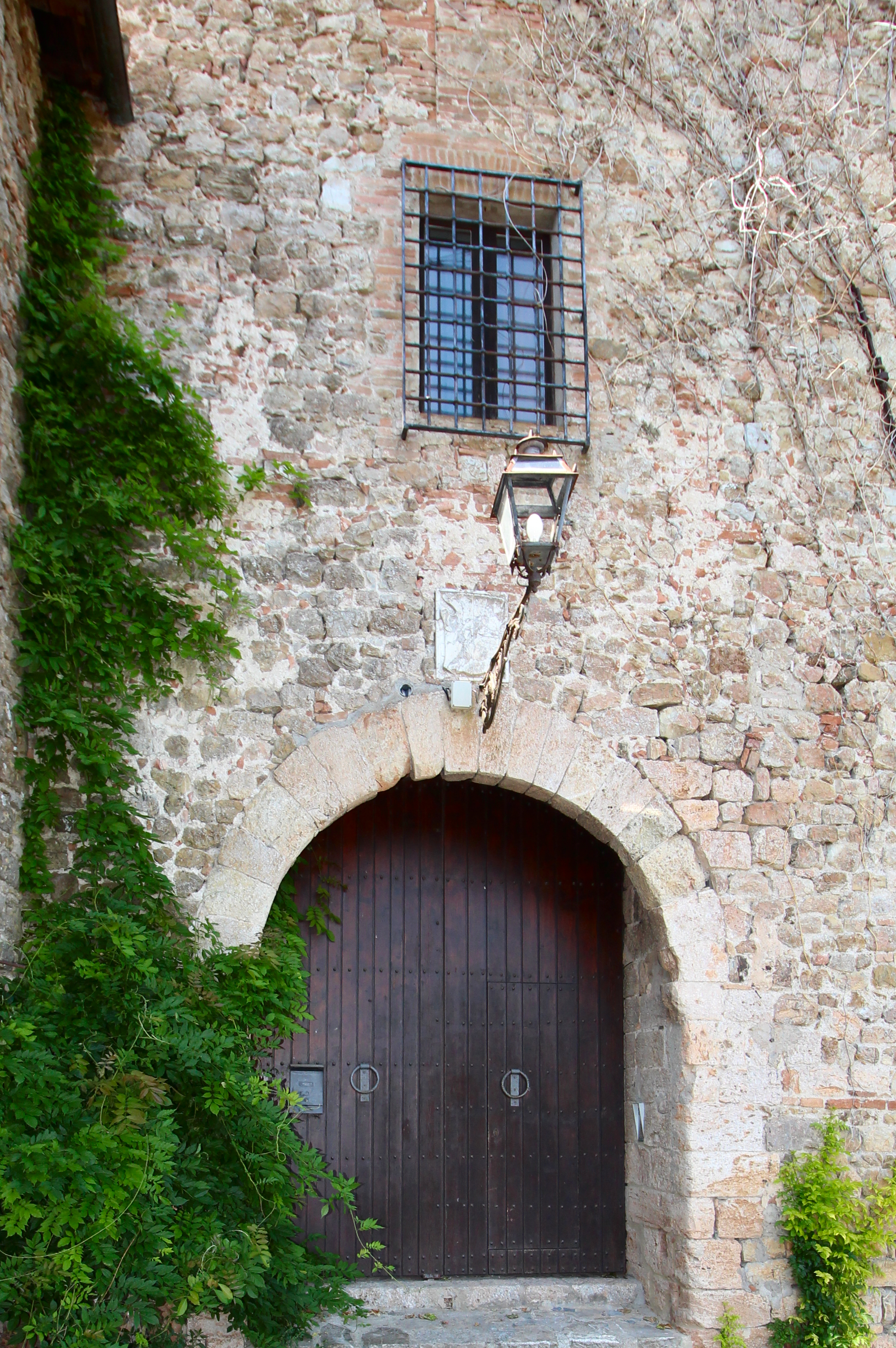
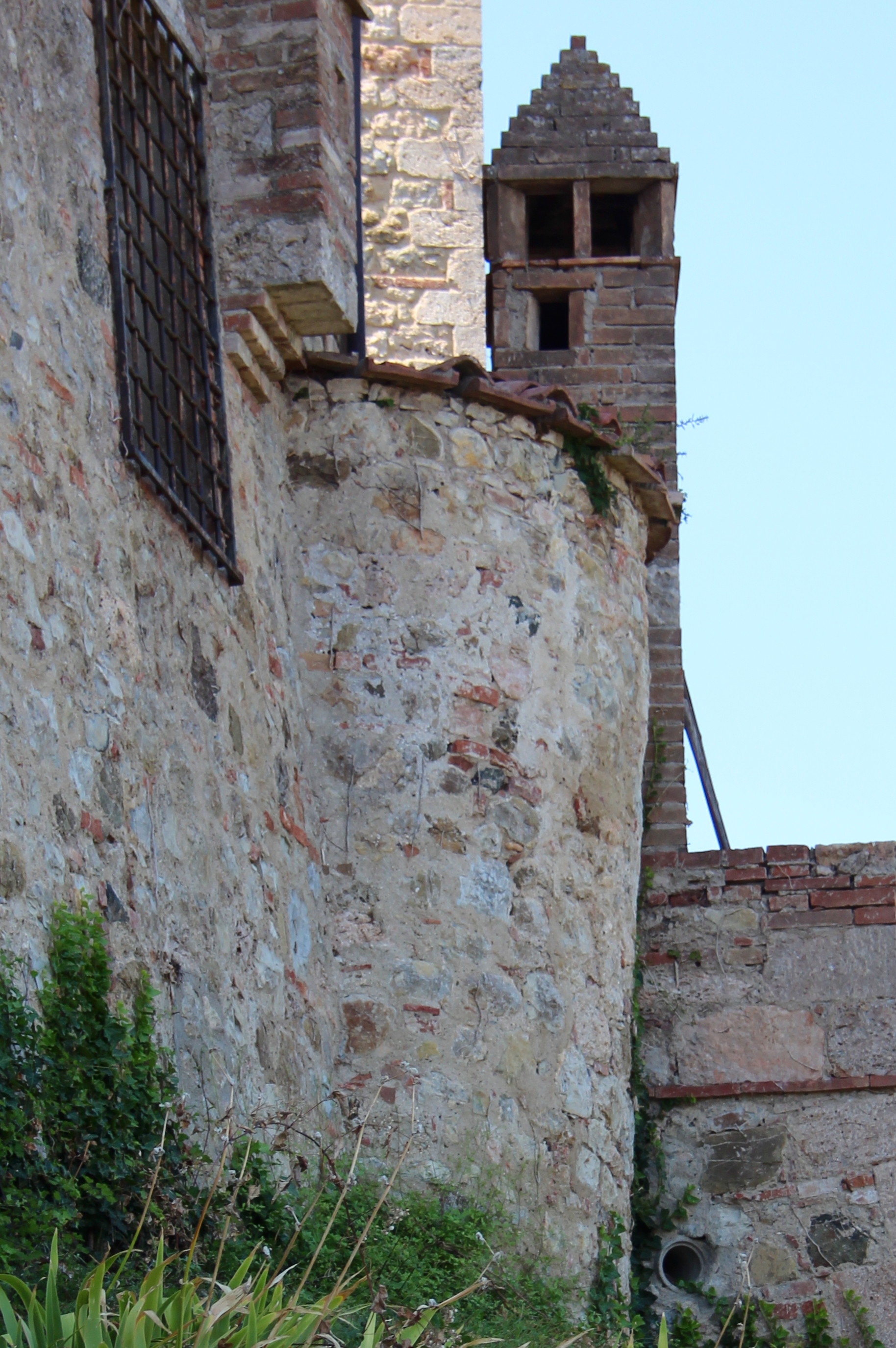
Eglise San Giovanni Battista